# Fine Feathered Friend
Fine Feathered Friend este cel de-al optulea desen din seria de desene animate, Tom și Jerry. Acesta a fost realizat în 10 octombrie 1942.

## Sinonim
În timp ce Tom vrea să îl prindă pe Jerry, acesta se înfruntă cu o cloșcă supărată.